# Donna Summer
Donna Summer (ur. jako LaDonna Adrian Gaines 31 grudnia 1948 w Bostonie, zm. 17 maja 2012 w Naples w USA) – amerykańska piosenkarka muzyki disco, R&B, pop i dance, eksperymentująca również z takimi nurtami jak soul, rock czy gospel. Szczyt jej popularności przypadł na drugą połowę lat 70., kiedy to nurt disco dominował na zachodnim rynku muzycznym. Swoimi osiągnięciami zapracowała sobie na tytuł „królowej muzyki disco”. Do jej największych hitów tamtej epoki należą „Love to Love You Baby”, „I Feel Love”, „Last Dance”, „MacArthur Park”, „Heaven Knows”, „Hot Stuff”, „Bad Girls”, „Dim All the Lights”, „No More Tears (Enough Is Enough)” (duet z Barbrą Streisand) oraz „On the Radio”. W późniejszych latach wylansowała też takie przeboje jak „The Wanderer”, „Love Is in Control (Finger on the Trigger)”, „State of Independence”, „She Works Hard for the Money” i „This Time I Know It's for Real”. Sprzedała ponad 100 milionów płyt na całym świecie. Jest laureatką pięciu nagród Grammy i sześciu American Music Awards. Pośmiertnie (w 2013 roku) została wprowadzona do Rock and Roll Hall of Fame.

## Pochodzenie i wczesne lata
Urodziła się w Bostonie w stanie Massachusetts jako trzecia z siedmiorga dzieci. Jej ojciec, Andrew, był rzeźnikiem, a matka, Mary, pracowała jako nauczycielka. Była wychowywana w chrześcijańskiej rodzinie i jako kilkulatka zaczęła śpiewać w chórze kościelnym. Będąc w szkole średniej, występowała w szkolnych musicalach. Jeszcze jako nastolatka wyprowadziła się do Nowego Jorku i na krótko wstąpiła do zespołu o nazwie Crow, grającego rock psychodeliczny.

## Kariera

### Pierwsze nagrania
W 1968 roku Donna dostała rolę Sheili w niemieckiej wersji musicalu Hair wystawianym w Monachium. W tym samym roku, pod prawdziwym nazwiskiem Donna Gaines, wydała swój pierwszy singel „Wassermann”, będący niemiecką wersją „Aquarius/Let the Sunshine In”. Wkrótce zamieszkała w Wiedniu, gdzie pracowała w tamtejszej Operze Ludowej. Wydała dwa kolejne single, „If You Walkin’ Alone” i „Sally Go 'Round the Roses”, które jednak nie zdobyły popularności. W 1970 roku pojawiła się w jednym odcinku niemieckiego serialu 11 Uhr 20.
Podczas jednej z sesji nagraniowych w Monachium poznała kompozytorów i producentów Giorgio Morodera i Pete’a Bellotte, z którymi nawiązała współpracę mającą trwać przez następne ok. osiem lat. W 1974 roku wydała wyprodukowany przez nich singel „Denver Dream” już jako Donna Summer, używając zanglicyzowanej wersji nazwiska jej ówczesnego męża, Helmutha Sommera. W tym samym roku ukazał się jej pierwszy album, Lady of the Night. Nie okazał się on sukcesem, choć promujące go single „The Hostage” i „Lady of the Night” uplasowały się wysoko na liście sprzedaży w Holandii.

### Szczyt popularności – epoka disco
W 1975 roku ukazał się singel „Love to Love You Baby”, utrzymany w stylu disco i wzbudzający kontrowersje z powodu erotycznego wydźwięku jaki narzucał zmysłowy wokal Donny. BBC początkowo odmówiło emitowania tego utworu na antenie. Zdobył on mimo wszystko dużą międzynarodową popularność, docierając m.in. do 2. miejsca listy przebojów w USA i 1. w Kanadzie. Płyta pod tym samym tytułem również była sukcesem, uzyskując status złotej w Stanach Zjednoczonych i Wielkiej Brytanii. W roku 1976 ukazały się dwa kolejne albumy piosenkarki: A Love Trilogy i Four Seasons of Love, które osiągnęły już nieco mniejszy sukces i z których pochodziły średnio popularne przeboje „Could It Be Magic”, „Try Me, I Know We Can Make It”, „Spring Affair” i „Winter Melody”.

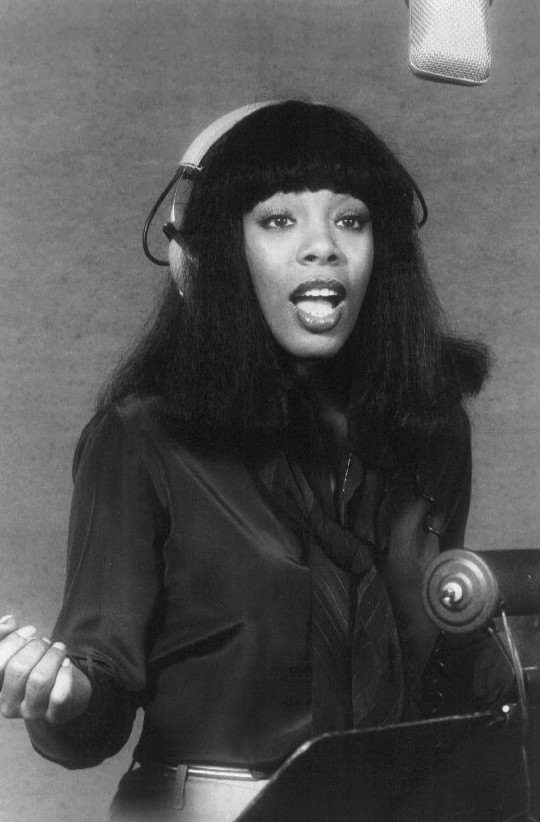
Donna Summer, 1977

Rok 1977 okazał się dla piosenkarki znacznie bardziej udany, kiedy to w maju ukazała się jedna z jej najpopularniejszych płyt, I Remember Yesterday. Był to album koncepcyjny łączący dźwięki przeszłości, teraźniejszości i przyszłości. Na pierwszy singel wybrano balladę „Can’t We Just Sit Down (And Talk It Over)”, lecz o wiele większym sukcesem okazała się piosenka „I Feel Love”, prezentująca rewolucyjne wówczas, elektroniczne brzmienie. Dotarła ona do 1. miejsca m.in. w Wielkiej Brytanii, Holandii i Australii i spopularyzowała użycie syntezatorów. Płyta I Remember Yesterday była sukcesem wydawniczym, pokrywając się złotem w USA oraz Wielkiej Brytanii, i wylansowała jeszcze jeden spory przebój, „Love’s Unkind”, a także umiarkowanie popularne single „I Remember Yesterday” i „Back in Love Again”. Jeszcze w tym samym roku wydany został następny album, dwupłytowy Once Upon a Time..., który także był albumem koncepcyjnym. Płyta, z której pochodziły przeboje „I Love You” i „Rumour Has It”, również uzyskała status złotej na rynku amerykańskim i brytyjskim. Summer nagrała też piosenkę „Down, Deep Inside” do filmu Głębia, która osiągnęła względny sukces.
W 1978 roku Donna Summer wystąpiła w filmie Dzięki Bogu już piątek, do którego nagrała kilka piosenek, w tym duży przebój „Last Dance”. Singel uplasował się w top 5 list przebojów w USA oraz Kanadzie i został uhonorowany Oscarem, Złotym Globem, American Music Award oraz Grammy. Jej kolejnym albumem było dwupłytowe wydawnictwo koncertowe pt. Live and More, które spotkało się z sukcesem i było jej pierwszym albumem numer 1 na amerykańskiej liście Billboard 200. Z płyty pochodziły kolejne duże hity: „MacArthur Park”, jej pierwszy singel numer 1 na liście Hot 100 Billboardu, oraz „Heaven Knows”, nagrany wspólnie z zespołem Brooklyn Dreams, w którym grał jej przyszły mąż, Bruce Sudano.
Największy sukces komercyjny piosenkarka osiągnęła w 1979 roku, dzięki dwupłytowemu albumowi Bad Girls, który łączył brzmienie disco z elementami rocka i muzyki elektronicznej. Większość materiału napisali ponownie Moroder, Bellotte i Summer, choć część piosenek współtworzył też Harold Faltermeyer. Pierwsze dwa single, „Hot Stuff” i „Bad Girls”, zdobyły szczyty list sprzedaży w USA i Kanadzie, gdzie zostały też certyfikowane jako platynowe i są obecnie jednymi z największych hitów Donny Summer. Dużym sukcesem na rynku amerykańskim okazało się też nagranie „Dim All the Lights”, pierwsze w całości napisane przez Summer. Średnim sukcesem cieszyły się też single „Sunset People” i „Walk Away”. Za „Hot Stuff” piosenkarka zdobyła później nagrodę Grammy, a za „Bad Girls” – American Music Award. Album Bad Girls cieszył się szczególną popularnością w Stanach Zjednoczonych i Kanadzie, gdzie zdobył pierwsze miejsce na listach sprzedaży i pokrył się podwójną platyną. Jesienią 1979 ukazał się nowy singel, „No More Tears (Enough Is Enough)”, wykonywany w duecie z Barbrą Streisand, który również był numerem 1 w USA. Piosenka promowało zarówno album Wet Streisand, jak i dwupłytową składankę On the Radio: Greatest Hits Volumes I & II Summer, która była jej trzecim z rzędu albumem numer 1 w USA i później została tam wyróżniona statusem podwójnej platyny. Tytułowy singel „On the Radio” był kolejnym dużym hitem w Ameryce Północnej.

### Lata 80.
W roku 1980 napięte stosunki między Donną Summer a Casablanca Records doprowadziły do jej odejścia z wytwórni. Piosenkarka pozwała firmę na 10 milionów dolarów i choć nie wygrała żadnych pieniędzy, to udało jej się uzyskać prawa wydawnicze do jej dorobku muzycznego. Amerykański producent David Geffen zaproponował jej lukratywny kontrakt z jego nowo powstałą wytwórnią Geffen Records i jeszcze w tym samym roku ukazał się album The Wanderer. Choć wyprodukowali go Moroder i Bellotte, stanowił on zerwanie z nurtem disco, który wówczas mocno stracił na popularności, i był zwrotem ku muzyce nowofalowej. Tytułowa piosenka dotarła do czołówek list przebojów w Ameryce Północnej, choć kolejne single, „Cold Love” i „Who Do You Think You're Foolin'”, okazały się już mniej popularne. Płyta The Wanderer została na ogół przyjęta dobrze i otrzymała certyfikat złotej w USA.
W 1981 roku Summer nagrywała nowy materiał, a współpracowali z nią ponownie Moroder, Bellotte i Faltermeyer. Album miał być dwupłytowym wydawnictwem o tytule I’m a Rainbow zawierającym zróżnicowany repertuar, od tanecznego synth popu, poprzez R&B, do pop-rocka. David Geffen nie był jednak przekonany co do kierunku nowych nagrań i wstrzymał wydanie albumu, który światło dzienne ujrzał dopiero 15 lat później, nakładem Mercury Records. Produkcję następnej płyty piosenkarki Geffen zlecił Quincy Jonesowi, w wyniku czego powstała płyta pt. Donna Summer, wydana latem 1982. Krążek zdobył status złotego w USA i zawierał przebój „Love Is in Control (Finger on the Trigger)”, a także „State of Independence” i „The Woman in Me”, które spotkały się ze średnim zainteresowaniem.
Kolejną płytę, She Works Hard for the Money, wyprodukował Michael Omartian, a dominował na niej taneczny pop z elementami rocka i R&B. Album ukazał się w połowie 1983 roku i przyniósł duży hit w postaci feministycznego utworu tytułowego, który dotarł do top 5 list sprzedaży m.in. w USA, Kanadzie, Australii i Szwecji. Był to także pierwszy teledysk czarnoskórej artystki emitowany w wysokiej rotacji na powstałym niedawno kanale MTV. Sam album także cieszył się powodzeniem i został certyfikowany jako złoty w Stanach Zjednoczonych i Kanadzie. Popularność zdobyła też utrzymana w stylu calypso piosenka „Unconditional Love”, nagrana z brytyjskim zespołem dziecięcym Musical Youth, choć kolejne single „Love Has a Mind of Its Own” i „Stop, Look & Listen” nie osiągnęły dużego sukcesu na listach. Nagranie „He’s a Rebel” zdobyło za to nagrodę Grammy w kategorii Best Inspirational Performance.
Po sukcesie She Works Hard for the Money popularność Donny Summer zaczęła jednak spadać. Wydana we wrześniu 1984 roku płyta Cats Without Claws, mimo iż także wyprodukowana przez Omartiana i utrzymana w podobnej stylistyce, spotkała się ze średnim zainteresowaniem. Był to pierwszy album Donny od czasu debiutu, który nie sprzedał się na tyle dobrze, by osiągnąć jakikolwiek certyfikat. Pierwszy singel, cover utworu „There Goes My Baby” z repertuaru grupy The Drifters, osiągnął umiarkowany sukces w Ameryce Północnej, ale kolejne single, „Supernatural Love” i „Eyes”, przeszły bez echa. Za balladę „Forgive Me” Summer otrzymała jednak kolejną nagrodę Grammy dla najlepszego utworu o charakterze duchowym (Best Inspirational Performance). W styczniu 1985 piosenkarka wykonała utwór „Livin' in America” na gali inauguracyjnej prezydenta Ronalda Reagana.
Summer ponownie nawiązała współpracę z Haroldem Faltermeyerem tworząc materiał na nowy album, któremu chciała nadać wyraźne brzmienie R&B. Krążek zatytułowany All Systems Go ukazał się we wrześniu 1987 roku i poradził sobie na listach sprzedaży jeszcze gorzej niż Cats Without Claws, nie wchodząc nawet do pierwszej setki amerykańskiej listy Billboard 200. Mimo to, pierwszy singel „Dinner with Gershwin” okazał się sporym przebojem na Wyspach Brytyjskich. Następny singel, „Only the Fool Survives”, osiągnął niewielki sukces w Kanadzie, a nagranie tytułowe – w Wielkiej Brytanii.
W 1988 roku piosenkarka pożegnała się z firmą Geffen Records, a jej kolejny album został wydany przez Atlantic Records w marcu 1989. Płyta Another Place and Time była efektem współpracy z brytyjską grupą producencką Stock Aitken Waterman, bardzo popularną w tamtym czasie. Wydawnictwo, utrzymane w tanecznym, popowym klimacie, cieszyło się o wiele lepszym przyjęciem niż dwa poprzednie albumy, szczególnie w Wielkiej Brytanii, gdzie otrzymało status złotej płyty. Pierwszy singel „This Time I Know It's for Real” dotarł do top 10 list sprzedaży zarówno w Europie jak i Ameryce Północnej i był to ostatni tak duży przebój Donny Summer. Sporą popularnością okazały się też piosenki „I Don’t Wanna Get Hurt” i „Love’s About to Change My Heart”, a dwa ostatnie single, „Breakaway” i „When Love Takes Over You”, osiągnęły już niewielki sukces na listach.

### Lata 90.
W 1990 roku koncern Warner Music Group wydał składankę The Best of Donna Summer, która cieszyła się szczególną popularnością na rynku brytyjskim. Kolejny studyjny album Donny, Mistaken Identity, został wydany w sierpniu 1991 i był ukierunkowany na R&B i modny wówczas styl new jack swing. Okazał się on jednak całkowitą porażką komercyjną i nie wszedł na żadne główne listy sprzedaży. Płytę promowały dwa single: ballada „When Love Cries” i taneczne nagranie „Work That Magic”, które osiągnęły tylko znikomy sukces na listach przebojów.
W roku 1992 Donna Summer otrzymała swoją gwiazdę w hollywoodzkiej Alei Gwiazd i nagrała nowy taneczny utwór „Carry On” w duecie z Giorgio Moroderem na jego płytę Forever Dancing. Piosenka była ich pierwszą kolaboracją od ponad dziesięciu lat i ukazała się rok później także na jej nowej dwupłytowej kompilacji The Donna Summer Anthology. W 1993 jej wersja „La vie en rose” ukazała się na składance Tribute to Edith Piaf zawierającej covery piosenek z repertuaru Édith Piaf wykonywane przez różnych artystów.
W 1994 roku, nakładem Mercury Records, Summer wydała bożonarodzeniowy album Christmas Spirit, wyprodukowany przez Michaela Omartiana, na którym oprócz świątecznych klasyków znalazły się trzy autorskie utwory piosenkarki. Płycie nie udało się jednak wejść na listy sprzedaży. Jeszcze w tym samym roku ukazał się kolejny album kompilacyjny, Endless Summer: Donna Summer's Greatest Hits, zawierający największe przeboje i dwa nowe utwory: „Melody of Love (Wanna Be Loved)”, który był średnim hitem w Wielkiej Brytanii, oraz „Any Way at All”. W 1994 roku Donna zaczęła też gościnnie pojawiać się w amerykańskim serialu Family Matters.
Remiksy piosenki „I Feel Love” autorstwa Masters at Work i Faithless, z nowo nagranym wokalem Donny, zostały wydane na singlu w 1995 roku i zdobyły sporą popularność, szczególnie na rynku brytyjskim. Sukcesem okazały się tam również remiksy „State of Independence”, wydane w 1996. W tym samym roku piosenkarka pojawiła się na albumie Gently Lizy Minnelli w duecie „Does He Love You?”, a także na ścieżce dźwiękowej do filmu Tunel, na którą nagrała utwór „Whenever There Is Love” z Bruce’em Robertsem. W 1997 roku utwór „Carry On” został zremiksowany i wydany ponownie, ciesząc się zainteresowaniem w amerykańskich klubach, a w 1998 zdobył nagrodę Grammy dla najlepszego nagrania tanecznego.
W lutym 1999 Donna udzieliła koncertu telewizyjnego, emitowanego na żywo w stacji VH1. Gościnnie wystąpiła na nim australijska piosenkarka Tina Arena. Koncert okazał się drugim najchętniej oglądanym programem roku na kanale VH1, a jego zapis został później wydany na DVD oraz koncertowym albumie Live & More Encore. Na płycie znalazły się dwa nowe nagrania studyjne: cover „Con te partirò” Andrei Bocellego, utrzymany w stylu dance i zatytułowany „I Will Go with You (Con te partirò)”, oraz „Love Is the Healer”. Pierwszy z nich, tak jak i sam album, zdobył umiarkowaną popularność na listach sprzedaży.

### Ostatnie lata
W roku 2000 Donna wydała singel „The Power of One” do filmu Pokémon 2: Uwierz w swoją siłę. Pojawiła się też gościnnie na różnych wydawnictwach, m.in. w duecie „When I Look Up” na płycie Vertical piosenkarza gospel Darwina Hobbsa, w kilku utworach na religijnym albumie Child of the Promise czy piosence „Rosie Christmas” na świątecznej składance Another Rosie Christmas, której pomysłodawczynią była Rosie O’Donnell.
W 2003 roku koncern Universal Music Group wydał nową kompilację The Journey: The Very Best of Donna Summer z trzema nowymi piosenkami, w tym „You're So Beautiful”, która okazała się popularna w klubach, oraz „Dream-A-Lot's Theme (I Will Live for Love)”, wyprodukowaną przez Giorgio Morodera. W tym samym roku Summer opublikowała też swoją autobiografię, Ordinary Girl: The Journey. W roku 2004 piosenkarka została wprowadzona do Dance Music Hall of Fame, równocześnie z utworem „I Feel Love”.
Na początku 2005 roku na rynku ukazała się kolejna dwupłytowa składanka Gold, a następnie Donna pojawiła się na dwóch albumach-hołdach: Songs from the Neighborhood ku pamięci Freda Rogersa i So Amazing z piosenkami Luthera Vandrossa. Pod koniec 2005 roku wydała singel „I Got Your Love”, który był kolejnym klubowym sukcesem. Następnie nagrała wokal do piosenki „A Whole New World” na płytę At the Movies Dave’a Koza.

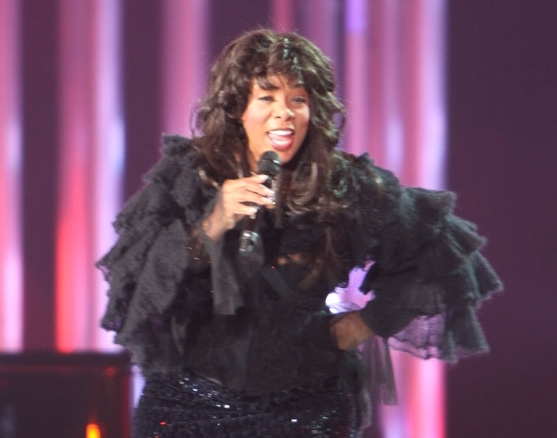
Donna Summer, 2009

W maju 2008 artystka wydała pierwszą od niemal 17 lat studyjną płytę z premierowym materiałem, Crayons. Album ukazał się nakładem Burgundy Records i był mieszanką różnych stylów, w tym R&B i dance. Okazał się on średnim sukcesem, a promujące go single „I’m a Fire”, „Stamp Your Feet” i „Fame (The Game)” dotarły do 1. miejsca amerykańskiej listy Hot Dance Club Songs. W grudniu 2009 Summer wystąpiła podczas uroczystości wręczenia Pokojowej Nagrody Nobla Barackowi Obamie w Oslo, wykonując kilka swoich przebojów z lat 70. i 80.
W 2010 roku Donna ujawniła plany nagrania albumu ze standardami muzyki popularnej, a także nowego albumu w klimacie dance. Jesienią jej nowy singel „To Paris with Love” został jej kolejnym numerem 1. na liście klubowej w USA. W tym samym roku artystka nagrała utwór „Nether Lands” na album z coverami piosenek Dana Fogelberga pt. A Tribute to Dan Fogelberg i wzięła udział w nagraniu programu telewizyjnego Davida Fostera pt. Hitman Returns: David Foster & Friends dla stacji PBS, gdzie zaśpiewała solo, a także w duecie z Sealem. W połowie 2011 roku pojawiła się gościnnie jako członkini jury w amerykańskim programie rozrywkowym Platinum Hit. Jej ostatni koncert miał miejsce w październiku 2011 w Las Vegas, również u boku Fostera.

## Śmierć i wydawnictwa pośmiertne
Donna Summer zmarła rano 17 maja 2012 roku w swoim domu w Naples na raka płuca. Nowotwór zdiagnozowano u niej 10 miesięcy wcześniej, jednak artystka trzymała tę wiadomość w tajemnicy, dzieląc się nią jedynie z mężem i trójką dzieci. Donna wierzyła, że choroba była rezultatem wdychania toksycznego pyłu unoszącego się nad wieżami World Trade Center po zamachu z 11 września 2001 roku – tamtego dnia przebywała w swoim apartamencie bardzo blisko od miejsca ataku. Z drugiej strony, faktem jest iż piosenkarka w przeszłości przez kilka lat paliła papierosy, a następnie przebywała w klubach, gdzie narażona była na palenie bierne.
Pogrzeb artystki odbył się 23 maja 2012 w kościele prezbiteriańskim w Nashville i był przeznaczony jedynie dla rodziny i najbliższych przyjaciół Donny Summer. Została ona pochowana pod imieniem i nazwiskiem Donna Summer Sudano na cmentarzu Harpeth Hills Memory Gardens w Nashville. Wskutek śmierci piosenkarki odnotowano znaczny wzrost zainteresowania jej muzyką – w Stanach Zjednoczonych sprzedaż jej płyt wzrosła o ponad 3200%, a cyfrowa sprzedaż jej utworów o ponad 4100%.
W kwietniu 2013 artystka została pośmiertnie wprowadzona do Rock and Roll Hall of Fame. W październiku ukazał się remix album pt. Love to Love You Donna, na który remiksy jej przebojów stworzyli m.in. Giorgio Moroder, Laidback Luke, Chromeo, Duke Dumont, Afrojack i Hot Chip. Wydawnictwo promowały nowe wersje „Love Is in Control (Finger on the Trigger)” i „MacArthur Park”. W grudniu 2014 siedem albumów Donny nagranych w latach 1980–1991 zostało wznowionych wraz z bonusowymi utworami. W następnych latach zostały wydane kolejne kompilacje: Hits, Singles & More (2015), The Ultimate Collection (2016) i Summer: The Original Hits (2018), a także jubileuszowe wydania Another Place and Time i The Wanderer. W międzyczasie ukazały się również nowe remiksy „Enough Is Enough” (2017) oraz „Hot Stuff” autorstwa Kygo (2020).

## Życie prywatne

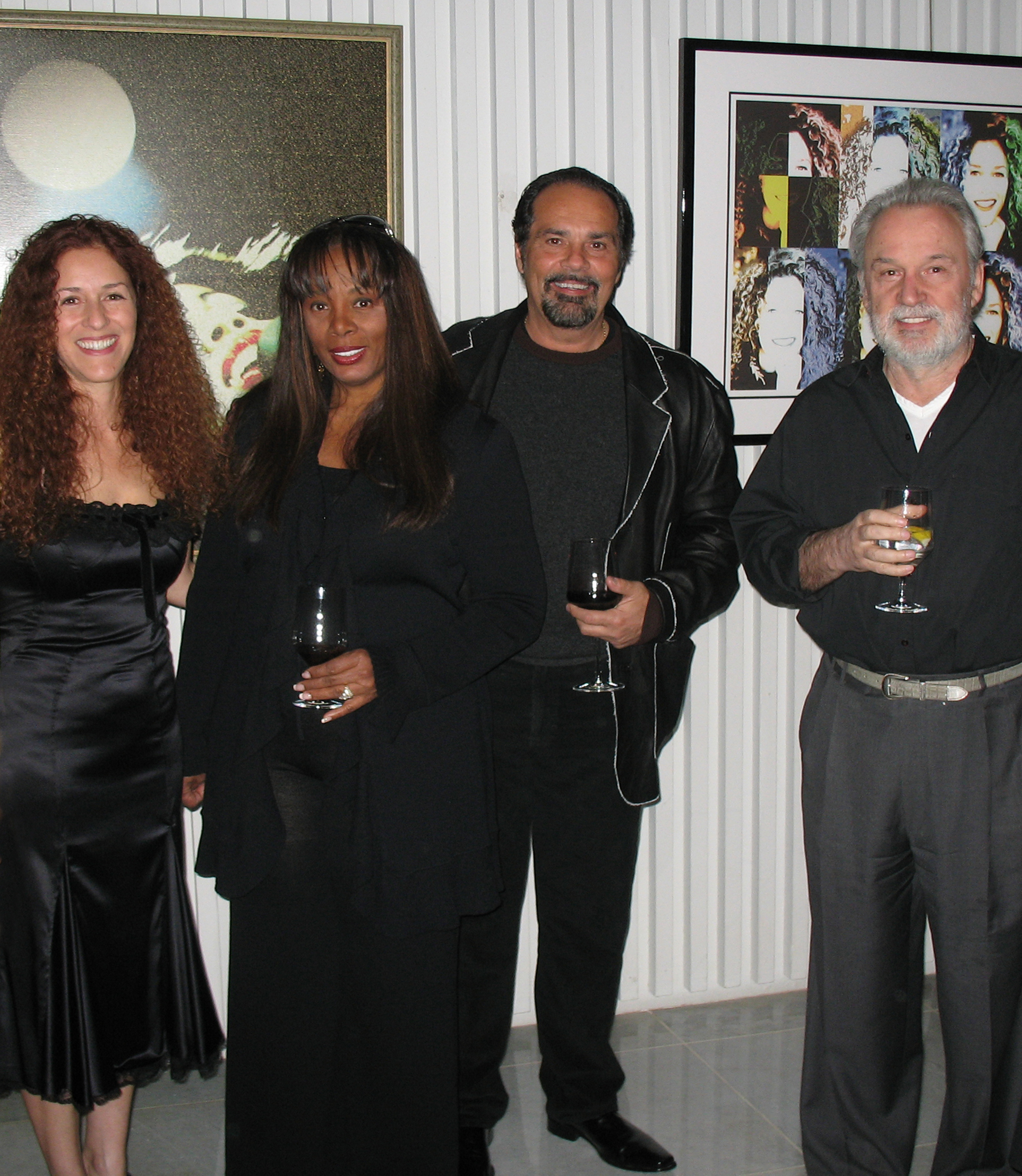
Donna Summer i jej mąż Bruce Sudano (w środku) w towarzystwie Giorgio Morodera (z prawej), 2007

W 1973 roku wyszła za mąż za austriackiego aktora Helmutha Sommera i jeszcze w tym samym roku urodziła się ich córka Natalia Pia Melanie Sommer, nazywana Mimi. Para rozwiodła się jednak już po kilku latach. 16 lipca 1980 jej mężem został Bruce Sudano z zespołu Brooklyn Dreams. 5 stycznia 1981 na świat przyszła ich córka Brooklyn Sudano, a 11 sierpnia 1982 urodziła się kolejna córka, Amanda Sudano. Piosenkarka doczekała się także czterech wnucząt. W 1995 roku przeprowadziła się z Los Angeles do Nashville w stanie Tennessee.
W drugiej połowie lat 70. Donna zmagała się z depresją i bezsennością. Powodem okazało się postępowanie jej ówczesnej wytwórni, Casablanca Records, która wbrew jej woli podtrzymywała pełen seksapilu wizerunek piosenkarki. Szefowie firmy dyktowali, jak ma się zachowywać i ubierać, a nawet ingerowali w życie prywatne. W 1976 roku artystka próbowała popełnić samobójstwo poprzez skok z okna hotelu, lecz została powstrzymana przez swoją pokojówkę. W październiku 1979 roku odnowiła swoje życie religijne i stała się „nowonarodzoną chrześcijanką”. Silną wiarę utrzymała do końca życia i niejednokrotnie dawała jej wyraz w swojej twórczości, m.in. w piosenkach „I Believe in Jesus”, „He’s a Rebel” i „Forgive Me”.

## Dyskografia
Albumy studyjne
- 1974: Lady of the Night
- 1975: Love to Love You Baby
- 1976: A Love Trilogy
- 1976: Four Seasons of Love
- 1977: I Remember Yesterday
- 1977: Once Upon a Time...
- 1979: Bad Girls
- 1980: The Wanderer
- 1982: Donna Summer
- 1983: She Works Hard for the Money
- 1984: Cats Without Claws
- 1987: All Systems Go
- 1989: Another Place and Time
- 1991: Mistaken Identity
- 1994: Christmas Spirit
- 1996: I’m a Rainbow
- 2008: Crayons

## Film i telewizja
- 1970: 11 Uhr 20 (odcinek „Tod in der Kasbah”) jako piosenkarka
- 1978: Dzięki Bogu już piątek jako Nicole Sims
- 1994 i 1997: Family Matters (odcinki „Aunt Oona” i „Pound Foolish”) jako Oona
- 2011: Platinum Hit jako członek jury

## Nagrody
- 1979: American Music Award w kategorii Favorite Disco Female Artist
- 1979: American Music Award w kategorii Favorite Disco Album za album Live and More
- 1979: American Music Award w kategorii Favorite Disco Single za utwór „Last Dance”
- 1979: Nagroda Grammy w kategorii Best Female R&B Vocal Performance za utwór „Last Dance”
- 1980: American Music Award w kategorii Favorite Soul/R&B Female Artist
- 1980: American Music Award w kategorii Favorite Pop/Rock Female Artist
- 1980: American Music Award w kategorii Favorite Pop/Rock Single za utwór „Bad Girls”
- 1980: Nagroda Grammy w kategorii Best Female Rock Vocal Performance za utwór „Hot Stuff”
- 1984: Nagroda Grammy w kategorii Best Inspirational Performance za utwór „He’s a Rebel”
- 1985: Nagroda Grammy w kategorii Best Inspirational Performance za utwór „Forgive Me”
- 1998: Nagroda Grammy w kategorii Best Dance Recording za utwór „Carry On”